# Узконогие сумчатые мыши
Узконогие сумчатые мыши, узколапые сумчатые мыши, австралийские сумчатые землеройки (лат. Sminthopsis) — род млекопитающих семейства хищных сумчатых.

## Виды и распространение
В составе рода узколапых сумчатых мышей выделяют 21 вид:
- Сумчатая мышь Айткена (Sminthopsis aitkeni). Обитает в западной части острова Кенгуру в австралийском штате Южная Австралия.
- Каштановая сумчатая мышь (Sminthopsis archeri). Обитает в Папуа — Новой Гвинее, а также на полуострове Кейп-Йорк в австралийском штате Квинсленд.
- Sminthopsis bindi. Обитает в Северной территории вокруг национального парка Какаду.
- Sminthopsis boullangerensis. Обитает на острове Булангер в Западной Австралии.
- Сумчатая мышь Батлера (Sminthopsis butleri). Обитает в северных районах Западной Австралии, а также на островах Батерст и Мелвилл в Северной территории. Встречается на острове Новая Гвинея.
- Жирнохвостая сумчатая мышь (Sminthopsis crassicaudata). Обитает на значительной территории Австралии: в Западной, Южной Австралии, Северной территории, Квинсленде, Виктории.
- Малая длиннохвостая сумчатая мышь (Sminthopsis dolichura). Обитает в Западной и Южной Австралии.
- Сумчатая мышь Дугласа (Sminthopsis douglasi). Обитает в Квинсленде.
- Черноватая сумчатая мышь (Sminthopsis fuliginosus). Обитает в Западной Австралии.
- Сумчатая мышь Гилберта (Sminthopsis gilberti). Обитает в Западной Австралии недалеко от города Перт и реки Суон.
- Белохвостая сумчатая мышь (Sminthopsis granulipes). Обитает в Западной Австралии.
- Серобрюхая сумчатая мышь (Sminthopsis griseoventer). Обитает в Западной Австралии.
- Мохноногая сумчатая мышь (Sminthopsis hirtipes). Обитает в Западной Австралии.
- Белоногая сумчатая мышь (Sminthopsis leucopus). Обитает на острове Тасмания, а также в штате Виктория.
- Длиннохвостая сумчатая мышь (Sminthopsis longicaudata). Обитает в Западной и Южной Австралии, а также в Северной территории.
- Полосатолицая сумчатая мышь (Sminthopsis macroura). Обитает в Западной Австралии, Северной территории, в западной и центральных частях Квинсленда, в Южной Австралии, а также в северной и западной частях Нового Южного Уэльса.
- Малая узколапая сумчатая мышь (Sminthopsis murina). Обитает вдоль восточного и юго-восточного побережья Австралии.
- Сумчатая мышь Тротона (Sminthopsis ooldea). Обитает в Северной территории и Южной Австралии.
- Песчаная сумчатая мышь (Sminthopsis psammophila). Обитает в Западной и Южной Австралии.
- Краснощёкая сумчатая мышь (Sminthopsis virginiae). Обитает в Северной территории, Квинсленде, а также на острове Новая Гвинея.
- Сумчатая мышь Янгсона (Sminthopsis youngsoni). Обитает в Западной Австралии, Северной территории и Квинсленде.

Обитают в разнообразных местностях с различными климатическими условиями: в пустынях и полупустынях, степях и лесах.

## Внешний вид
Являются мелкими млекопитающими. Внешне похожи на крыс и мышей. Длина тела составляет 70-120 мм, хвоста — 55-130 мм. Исключением является представитель вида Sminthopsis longicaudata, у которого хвост достигает 200 мм. Представители вида Sminthopsis crassicaudata обычно весят 10—15 г, представители Sminthopsis leucopus — около 30 г.. Морда заострённая. Хвост средней длины, покрыт грубыми волосами, чешуйчатый. У основания хвоста и на его середине у некоторых видов существуют утолщения: здесь откладывается жир. У видов Sminthopsis murina, Sminthopsis leucopus, Sminthopsis virginiae, Sminthopsis longicaudata и Sminthopsis psammophila хвост никогда не утолщается.
Волосяной покров густой. Спина и бока жёлто-бурого или серого цвета, брюхо — серовато-белого и белого цвета. Лапы белые. Хвост бурового или серого цвета.

## Образ жизни
Являются хищниками. Основу рациона составляют различные насекомые, пауки, а также небольшие позвоночные, в том числе грызуны, птицы и ящерицы. Обитают в небольших норах. Активность приходится на ночь. Ведут наземный образ жизни, хотя некоторые виды хорошо лазают.

## Размножение
Выводковая сумка развита хорошо. У большинство видов количество сосков составляет от 8 до 10 штук, у некоторых — 6, у одного вида только 2 соска. В природе период размножения длится в течение 6-8 месяцев, начиная с июня-июля. Количество детёнышей составляет от 3 до 10, питаясь молоком матери по меньшей мере в течение 42 дней.